# Daniel Kráľ
Daniel Kráľ (né le 30 juin 1978, à Zlin) est un mathématicien et informaticien tchèque qui travaille principalement en théorie des graphes et sur les algorithmes sur les  graphes. Il est professeur de mathématiques et d'informatique à l'université Masaryk.

## Biographie
Kráľ a obtenu son doctorat à l'université Charles de Prague en 2004, sous la direction de Jan Kratochvíl. Après des postes de courte durée à l'université technique de Berlin, à l'université Charles et au Georgia Institute of Technology, il retourne à l'université Charles en tant que chercheur en 2006 et y devient professeur associé en 2010. Il obtient le diplôme de docteur en sciences de l'Académie tchèque des sciences en 2012 et, la même année, il est nommé professeur à l'université de Warwick,.
En 2018, Kráľ retourne en République tchèque et travaille à la faculté d'informatique de l'université Masaryk, en tant que titulaire de la chaire Donald Knuth,,.

## Contributions
Daniel Kráľ s'est fait connaître par sa résolution d'une vieille conjecture de Michael D. Plummer et László Lovász selon laquelle tout graphe cubique sans isthme admet un nombre exponentiel de couplages parfaits, conjecture renforçant le théorème de Petersen selon lequel au moins un couplage parfait existe. Kráľ a démontré cette conjecture,.
Kráľ travaille sur divers domaines de théorie des graphes, en combinatoire extrémale comme les graphons. En ce qui concerne la théorie des limites des graphes, il s'est intéressé aux problèmes concernant les limites des graphes denses. Il a également prouvé que la conjecture de Steinberg sur la coloration des graphes est fausse. Ce résultat a fait l'objet d'un article dans Pour la Science. Il a obtenu deux bourses européennes : un ERC Starting grant Classes of combinatorial objects - from structure to algorithms (2010-2015), puis un ERC Consolidator grant Large discrete structures (2015-2021).

## Publications (sélection)
- Jonathan Noel, Daniel Kral, Laszlo Miklos Lovasz et Jakub Sosnovec, « Finitely forcible graphons with an almost arbitrary structure », Discrete Analysis,‎ 2020 (DOI 10.19086/da.12058)
- Vincent Cohen-Addad, Michael Hebdige, Daniel Král', Zhentao Li et Esteban Salgado, « Steinberg's Conjecture is false », Journal of Combinatorial Theory, Series B, vol. 122,‎ 2017, p. 452–456 (DOI 10.1016/j.jctb.2016.07.006, arXiv 1604.05108).
- Daniel Král, Jean-Sébastien Sereni et Michael Stiebitz, « A new lower bound on the number of perfect matchings in cubic graphs », SIAM Journal on Discrete Mathematics, vol. 23, no 3,‎ 2009, p. 1465–1483 (DOI 10.1137/080723843, MR 2556543, CiteSeerx 10.1.1.147.4983).
- Louis Esperet, František Kardoš, Andrew D. King, Daniel Král et Serguei Norine, « Exponentially many perfect matchings in cubic graphs », Advances in Mathematics, vol. 227, no 4,‎ 2011, p. 1646–1664 (DOI 10.1016/j.aim.2011.03.015, MR 2799808, arXiv 1012.2878).

## Prix et distinctions
Kráľ a remporté la première place et une médaille d'or aux Olympiades internationales d'informatique en 1996. 
En 2011, Kráľ a obtenu le prix européen de combinatoire pour ses travaux en théorie des graphes, notamment pour sa solution de la conjecture de Plummer-Lovász et ses résultats sur la coloration de graphes.
En 2014, il a remporté le prix Philip-Leverhulme en mathématiques et statistiques ; la citation du prix mentionne à nouveau la recherche de Kráľ sur la conjecture de Plummer-Lovász, ainsi que d'autres publications de Kráľ sur les permutations pseudo-aléatoires et les systèmes d'équations. 
Kráľ a été élu membre de l'American Mathematical Society dans la classe 2020, pour « contributions à la combinatoire extrémale et à la théorie des graphes, et pour le service à la profession ».
Daniel Kráľ est rédacteur en chef du SIAM Journal on Discrete Mathematics.